# Mariaville (Maine)
Mariaville es un pueblo ubicado en el condado de Hancock en el estado estadounidense de Maine. En el Censo de 2010 tenía una población de 513 habitantes y una densidad poblacional de 4,23 personas por km².

## Geografía
Mariaville se encuentra ubicado en las coordenadas 44°44′45″N 68°23′10″O / 44.74583, -68.38611. Según la Oficina del Censo de los Estados Unidos, Mariaville tiene una superficie total de 121.29 km², de la cual 100.2 km² corresponden a tierra firme y (17.39%) 21.09 km² es agua.

## Demografía
Según el censo de 2010, había 513 personas residiendo en Mariaville. La densidad de población era de 4,23 hab./km². De los 513 habitantes, Mariaville estaba compuesto por el 97.27% blancos, el 0.39% eran afroamericanos, el 1.17% eran amerindios, el 0.39% eran asiáticos, el 0% eran isleños del Pacífico, el 0.19% eran de otras razas y el 0.58% pertenecían a dos o más razas. Del total de la población el 1.75% eran hispanos o latinos de cualquier raza.